# Jeff MacKay
Jeffrey Neil MacKay, detto Jeff (Dallas, 20 ottobre 1948 – Tulsa, 22 agosto 2008), è stato un attore statunitense.

## Biografia
Fu uno dei protagonisti della serie fantasy Dr. Shrinker, segmento del programma televisivo per bambini The Krofft Supershow. 
Tra i ruoli celebri figura Mac, l'amico di Magnum nella serie Magnum, P.I., oltre i ruoli ricorrenti in La squadriglia delle pecore nere, nel ruolo del primo tenente Donald "Don" French, JAG - Avvocati in divisa, Galactica, Airwolf, Ralph supermaxieroe e I predatori dell'idolo d'oro. Prestò inoltre la voce a Fireflight nella serie animata Transformers.
Morì d'insufficienza epatica il 22 agosto del 2008 a Tulsa, all'età di 59 anni.

## Filmografia parziale
- Hot Summer in Barefoot County, regia di Will Zens (1974)
- Tutti gli uomini del presidente (All the President's Men), regia di Alan J. Pakula (1976)
- Dr. Shrinker – serie TV, 16 episodi (1976-1977)
- La squadriglia delle pecore nere (Baa Baa Black Sheep) – serie TV, 36 episodi (1976-1978)
- Galactica (Battlestar Galactica) – serie TV, 3 episodi (1978-1979)
- I predatori dell'idolo d'oro (Tales of the Gold Monkey) – serie TV, 22 episodi (1982-1983)
- Airwolf – serie TV, episodi 1x11-2x11 (1984)
- Songwriter - Successo alle stelle (Songwriter), regia di Alan Rudolph (1984)
- Hardcastle & McCormick – serie TV, episodio 2x21 (1985)
- Magnum, P.I. – serie TV, 22 episodi (1980-1988)
- JAG - Avvocati in divisa (JAG) – serie TV, 12 episodi (1998-2005)

## Doppiatori italiani
Nelle versioni in italiano delle opere in cui ha recitato, Jeff MacKay è stato doppiato da:
- Mauro Bosco in Magnum, P.I. (ep. 1x09)
- Pietro Ubaldi in Magnum, P.I. (ep. 2x10)
- Ruggero Dondi in Magnum, P.I. (McReynolds st. 2-5[1] e Bonnick st. 5, 7[1])